# 江陵オーバル
江陵オーバル（朝: 강릉 스피드스케이팅 경기장、江陵スピードスケート競技場）は、韓国江原特別自治道江陵市の江陵オリンピックパークにある屋内競技場。最大8000名収容。こけら落としは五輪テストイベントの世界距離別スピードスケート選手権大会。2024年ユース五輪では開会式とスピードスケート競技が当地で開催。